# Sofia Kyriakopoulou
Sofia Kyriakopoulou (in greco Σοφία Κυριακοπούλου?; Amarousio, 29 settembre 1981) è un'ex cestista greca.

## Carriera
Con la Grecia ha disputato i Campionati europei del 2005.